# Anna Rudbeck
Anna Thurinna Gustafva Rudbeck, född 25 juni 1878  på Karlbergs slott, död  29 juni 1949 i Stockholm var en stiftsjungfru och museiman. Hon var dotter till friherren, generalmajor Johan Zachris Josua Thure Gustaf Rudbeck och hans hustru Ester Wendela Kristina Ulfsparre.
Efter textilutbildning arbetade hon i ett antal textilateljéer, bland annat på textilateljén Licium med komposition av liturgiska textilier som arbetsuppgift. 1909 anställdes som amanuens vid Nordiska museet och Skansen. Hon var föreståndare för Skansens expedition och hade överinseende över textilkammaren. Rudbecks efterlämnade handlingar finns i Nordiska museets arkiv.
Rudbeck tillhörde den grupp kvinnor som under den tidiga 1900-talet arbetade som amanuenser vid Nordiska museet och Skansen. De hade stort inflytande och påverkan på verksamheterna på dessa institutioner.